# Плещеницкий район
Плещеницкий район (бел. Плешчаніцкі раён) — административно-территориальная единица в составе Белорусской ССР, существовавшая в 1924—1962 годах. Центр — местечко (с 27 сентября 1938 года — городской посёлок) Плещеницы.
Плещеницкий район был образован 17 июля 1924 года в составе Борисовского округа. 20 августа 1924 года район был разделен на 11 сельсоветов: Амнишевский, Горновский, Завишинский, Запольский, Заречский, Избищенский, Крайский, Околовский, Плещеницкий, Прусевичский, Хатавичский (с 1939 Октябрьский).
В 1926 году площадь района составляла 1147 км², а население 31,2 тыс. чел.
9 июня 1927 года район с ликвидацией Борисовского округа был передан в Минский округ.
22 сентября 1927 года в состав района включены Ганцевичский и Каменский сельсоветы ликвидированного Зембинского района.
26 июля 1930 года, когда была упразднена окружная система, Плещеницкий район перешёл в прямое подчинение БССР. При введении областного деления 20 февраля 1938 года включён в Минскую область.
По переписи 1939 года, в районе проживало 36 168 человек: 32 698 белорусов, 1400 русских, 1106 евреев, 484 украинца, 322 поляка. По данным на 1 января 1947 года район имел площадь 1,3 тыс. км². В его состав входил городской посёлок Плещеницы и 13 сельсоветов.
16 июля 1954 года упразднены Амнишевский, Ганцевичский, Горновский, Завишинский, Запольский сельсоветы и добавлены Задорьевский и Нестановичский.
По данным переписи 1959 года, в районе проживало 28 150 человек.
25 декабря 1962 года Плещеницкий район был упразднён, а его территория вошла в Логойский район.